# 차이나 신드롬
《차이나 신드롬》(영어: The China Syndrome)은 1979년 개봉한 미국의 재난 스릴러 영화이다. 제임스 브리지스가 감독과 공동각본을 맡았다.

## 출연

### 주연
- 제인 폰다
- 잭 레먼
- 마이클 더글라스

### 조연
- 스콧 브래디
- 제임스 햄톤
- 피터 도너
- 윌포드 브림리

## 기타
- 협력프로듀서: 제임스 넬슨
- 미술: 조지 젠킨스
- 의상: 돈 플레드
- 배역: 샐리 데니슨

## 같이 보기
- 체르노빌 (드라마)
- 원자력 사고